# 奧卡帕縣
6°31′S 145°37′E / 6.517°S 145.617°E
奧卡帕縣（英語：Okapa District），是巴布亞新畿內亞的縣份之一，位於新畿內亞島東部，由東高地省負責管轄，首府設於奧卡帕，面積2,110平方公里，2011年人口73,393，人口密度每平方公里35人。